# Германия (футбольный клуб, Берлин)
«Германия 1888» (нем. Berliner Fußball-Club Germania 1888 e. V.) — немецкий футбольный клуб из Берлина, район Темпельхоф, основанный 15 апреля 1888 года. Старейший непрерывно функционирующий футбольный клуб в Германии.
В настоящее время выступает в Крайслиге Берлин В, в сезоне 2019/2020 заняла в турнире итоговое 6 место. Домашние матчи проводит на стадионе с искусственным покрытием Sportplatz an der Götzstrasse, вмещающем 1000 зрителей. Популярное прозвище команды среди поклонников — Die Germanen (нем. — Германцы.)

## Основание, первый успех
Команда была официально основана 15 апреля 1888 года в Берлине, 17-летним Паулем Йестрамом и его тремя братьями: Максом, Фрицем и Вальтером. В клуб также вошли их одноклассники по местной гимназии. Это время было эрой зарождения футбола в Германии. Первые матчи в стране проводились зимой 1881—1882 годов в Берлине и Гамбурге. Первыми игроками в ту эпоху были англичане, жившие и работавшие в Германии.
В тот период футбольных стадионов в Германской империи фактически не существовало. Свои матчи «Германия 1888» проводила на столичном городском лугу Темпельхофер, позже отданном под строительство аэропорта. В 1890 году была основана первая в истории футбольная федерация в Германии — Bund Deutscher Fußballspieler (BDF.)
Её основателями стали 8 клубов: «Германия 1888», «Форвертс-1890», «Аскания-1890», «Боруссия-1890», «Конкордия-1890», «Хеллас-1890», «Тасмания-1890», «Тевтония-1891».
В 1891 году BDF организовала первый неофициальный чемпионат Германии по футболу, проходивший по олимпийской системе. ФК «Германия 1888» выиграла турнир. Принимая во внимание тот факт, что в то время существовала всего лишь одна лига, то «Германия-1888» считает себя первым в истории чемпионом страны по футболу. Архивы клуба утверждают, что команда даже сумела отстоять свой титул на следующий год, хотя каких — либо сторонних подтверждений этому не имеется.

### ДЮСШ
В 1898 году, в структуре клуба появилась детская футбольная академия. «Германия 1888» стала первой командой в истории мирового футбола, организовавшей подобную секцию.

### Дальнейшая история
В 1891 году непрекращающееся споры по поводу трансферов игроков из клуба в клуб, разрешения иностранцам (в частности англичанам) играть в немецком первенстве, в итоге привели к распаду BDF. Вместо неё была учреждена Немецкая Федерация Футбола и Крикета. Многие клубы бывшей BDF вступили в новую Федерацию, а «Германия 1888» поначалу имела проблемы с членством. Причиной к тому являлись ярко выраженные националистические настроения в самом клубе и фактическая невозможность кооперирования с другими командами.
Тем не менее, в 1892 году «Германия-1888» была принята в лигу, но успехов ей это не принесло. Доминирующим клубом в лиге тогда безоговорочно являлась столичная «Виктория 1889», а «Германии 1888» удалось лишь четырежды занять вторые места. В 1900 году клуб стал членом новой Немецкой Федерации футбольных клубов и в тот же год, «Германия-1888» стала одним из клубов основателей нынешней Немецкой Федерации футбола (DFB.) Последующее развитие футбола в Германии и появление множества новых команд отодвинули «Германию 1888» на дальний план. Уже к началу Первой мировой войны, клуб вылетел из высших лиг и выступал исключительно на любительской основе.

### Антисемитский скандал
В эпоху диктатуры Третьего рейха берлинцы не продемонстрировали совершенно никаких спортивных успехов. Единственное, чем «отличился» клуб, так это своим юбилейным письмом, в котором командное руководство уведомило нацистов о том, что «Германия 1888» стала первым клубом в Германии, изгнавшем всех своих членов еврейской национальности и запретившем евреям членство в клубе.

### Перезагрузка и очередной упадок
После Второй мировой войны союзники-победители распустили все спортивные общества в стране, отчего не спаслась и «Германия 1888». Клуб был вновь возрожден в 1946 году под названием «Ной Темпельхоф», подав заявку на участие в городском чемпионате Берлина, где за 18 встреч сумел записать себе в актив лишь одно очко. Ныне команда играет в Крайслиге Берлин В, 10 м — по значимости дивизионе чемпионата Германии.

## Знаменитые игроки
Первым голкипером в истории национальной сборной Германии является именно представитель «Германии 1888» Фриц Баумгартен, международный дебют которого состоялся 5 апреля 1908 года в Базеле (Швейцария) во встрече против национальной команды этого государства. В том матче «Бундестим» в итоге уступила со счетом 5:3, а Фриц более в сборную не вызывался.

## Включение в Клуб Пионеров
В 2013 году «Германия 1888» была включена в Клуб Пионеров. Этот проект организован самым старым футбольным клубом в мире — английским «Шеффилдом». В этот почетный клуб традиционно входят самые старые футбольные команды из разных государств мира, вне зависимости от их профессионального или любительского статуса.

## Клубные достижения
Победитель чемпионата Германии, 1891 (неофициальный розыгрыш).